# 혼펠스

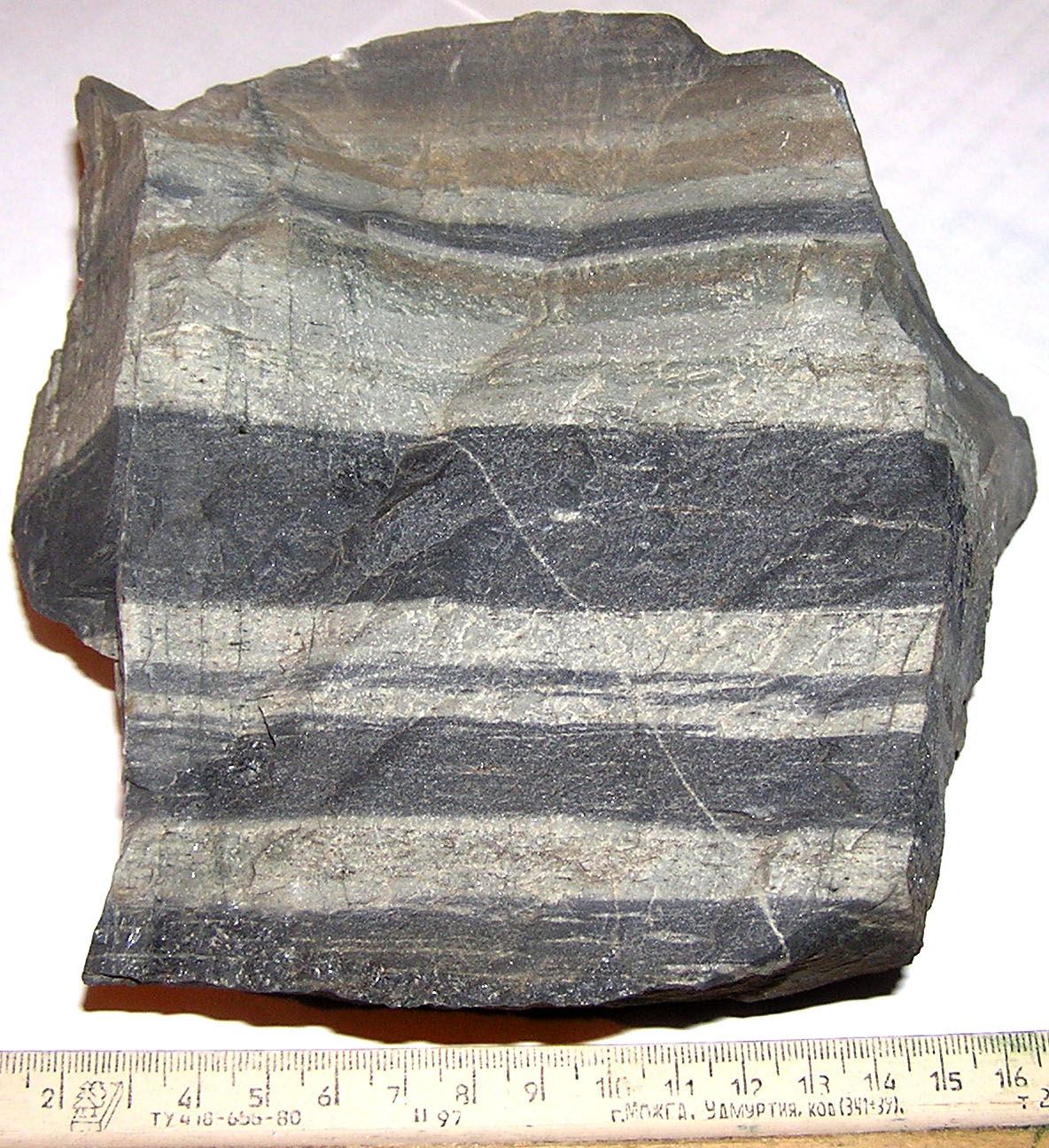

혼펠스(hornfels)는 침입성 화성암 덩어리의 열에 의해 굳혀진 접촉변성암들의 그룹이다. 이러한 특성은 세밀하고 정렬되지 않은 결정에 기인한다.
대부분의 혼펠스는 미립자이다. 가장 흔한 혼펠스는 검갈색에서 검은색을 나타낸다.